# Baetisca berneri
Baetisca berneri är en dagsländeart som beskrevs av Tarter och Kirchner 1978. Baetisca berneri ingår i släktet Baetisca och familjen Baetiscidae. Inga underarter finns listade i Catalogue of Life.